# DEZA
DEZA, a.s. se sídlem ve Valašském Meziříčí je společnost zabývající se zpracováním černouhelného dehtu a surového benzolu. Společnost patří do holdingu Agrofert.

## Historie

### Závod Julius Rütgers v Ostravě
Počátky činnosti firmy spadají až do 12. června 1892, kdy Julius Rütgers zahájil v Zábřehu u Moravské Ostravy výstavbu závodu na destilaci dehtu. Provoz prvních dvou destilačních jednotek byly spuštěn 10. ledna 1893, v následujícím roce byl zahájen provoz dalších dvou zařízení. V rámci destilace byla získávána směs olejů s nižší teplotou varu, která byla přepravována k dalšímu zpracování do závodu v rakouském Angernu. Dalšími produkty byl impregnační olej a smola, které se používaly jako dehtové nátěry pro impregnaci střech. Postupně byly budovány další výrobní jednotky: v roce 1894 krystalizační zpracování antracenových olejů, v roce 1896 destilace olejů. Tehdy závod zpracovával asi 20 tisíc tun dehtu ročně. Jako v prvním závodě na českém území zde byla v roce 1899 zahájena výroba čistého toluenu, čistého benzenu a rozpouštěcího benzolu, o rok později také antracenu. Do roku 1905 taky byl vybudován podnik na komplexní zpracování benzolu a dehtu z koksoven na území Ostravsko-karvinského revíru.
V letech mezi světovými válkami docházelo k postupné modernizaci výroby, zvyšování kapacity a rozšiřování výrobního programu např. o silniční dehty, smolné produkty či dehtové nátěry. Zpracovatelská kapacita vzrostla po výstavbě dvou kontinuálních destilačních jednotek (dány do provozu v letech 1933 a 1935) na 80 000 tun dehtu za rok, v roce 1944 byla dostavěna třetí jednotka, takže kapacita dosáhla hodnoty až 180 000 tun za rok. V roce 1921 došlo k transformaci závodu na komanditní společnost Julius Rütgers, která byla v roce 1945 znárodněna. Znárodněný podnik se stal v roce 1946 součástí národního podniku Ostravské chemické závody, kam patřily i další ostravské chemičky (např. dnešní BorsodChem MCHZ). V roce 1950 se však jednotlivé závody osamostatnily a někdejší továrna Julia Rütgerse se tak stala samostatným podnikem s názvem Urxovy závody.

### Urxovy závody
V tomto období již bylo zřejmé, že ostravský podnik nebude schopen plnit dlouhodobě rostoucí výrobní požadavky (mezi lety 1947 a 1960 vzrostla zpracovatelská kapacita z 131 na 342 tisíc tun dehtu za rok), proto bylo 21. ledna 1960 rozhodnuto vládou Československé republiky o výstavbě nového závodu ve Valašském Meziříčí. Již 16. listopadu téhož roku pak byla výstavba zahájena. Jako první byla v roce 1963 spuštěna hydrogenační rafinace koksárenského benzolu. Další fázi rozvoje valašskomeziříčského závodu bylo zahájení provozu primární destilace dehtu v roce 1968, čímž bylo ukončeno zpracování dehtu v Ostravě. Následovala výstavba dalších provozů, které umožnily zpracování dehtových látek přímo v areálu továrny. Šlo především o tři linky, které zpracovávaly těžké dehtové oleje na olejové retortové saze (zprovozněny postupně v letech 1970, 1971 a 1981). V roce 1970 byla spuštěna výroba antracenového oleje (z antracenu), v roce 1971 pak ftalanhydrid (z naftalenu), který se dále používal pro výrobu ftalátových změkčovadel. V Ostravě tak zůstala jen výroba fenolu a úplné ukončení provozu ostravského závodu nastalo v roce 1996 poté, co byla v roce 1994 zahájena výroba fenolů ve Valašském Meziříčí. Samotné vedení Urxových závodů, které byly od roku 1965 součástí koncernu Unichem Pardubice, přesídlilo do Valašského Meziříčí v roce 1967.

### Organik Otrokovice
Od roku 1963 je byl součástí Urxových závodů také provoz Organik Otrokovice. Jednalo se o původní Závod na výrobu chemikálií, který byl založen v rámci Baťových závodů ve 30. letech 20. století a jeho úkolem bylo zásobování obuvnických a gumárenských podniků chemikáliemi. Po znárodnění firmy Baťa v roce 1945 byly její provozy začleněny do národního podniku Svit, z něhož byly v roce 1953 vyčleněny závody, jejichž produkce přímo nesouvisela s obuvnickou výrobou. Byl tak vytvořen národní podnik Organik, který se zabýval výrobou chloroprenového kaučuku, karbidu vápníku, acetylenu a dibutylftalátu, později také chlorkaučuku, anilinformaldehydové pryskyřice, kyseliny aminokapronové, ochronalů, dalších typů esterů a antrachinonu. V roce 1958 podnik o svou samostatnost přišel, neboť byl včleněn do koncernu Rudý říjen Gottwaldow, v roce 1963 se pak stal jedním ze závodů Urxových závodů, tedy dnešní Dezy, jejíž součástí je dosud. Otrokovická pobočka Dezy si ponechala název Organik a v současnosti se zabývá výrobou změkčovadel a antrachinonu.

### Současná DEZA

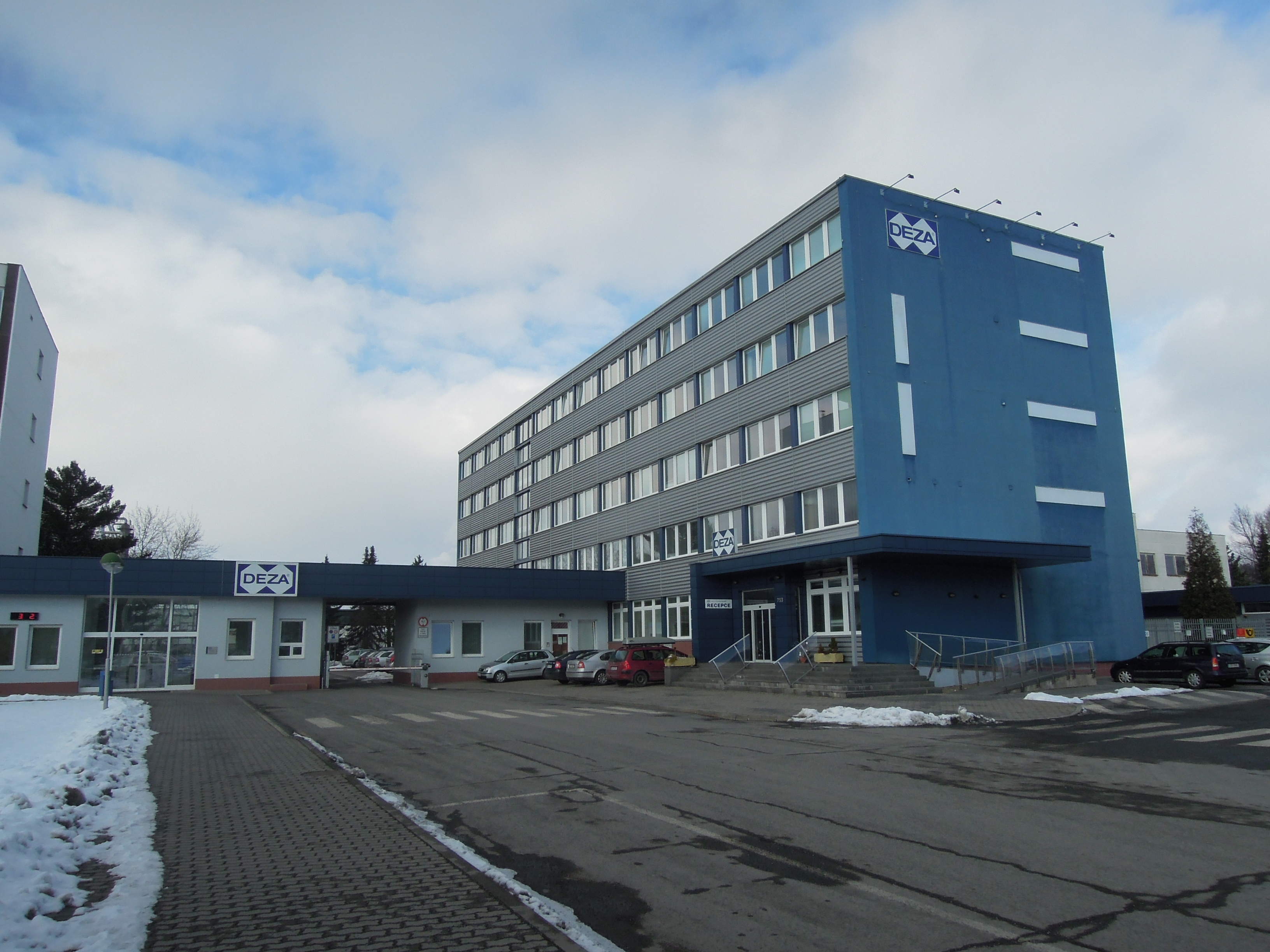
Hlavní vrátnice a správní budova

28. června 1989 se Urxovy závody osamostatnily jako státní podnik se sídlem ve Valašském Meziříčí. Na základě rozhodnutí ministra průmyslu České republiky byl tento státní podnik zrušen bez likvidace a vložen do společnosti DEZA, akciová společnost, (akronym DEhtové ZÁvody) založené 29. prosince 1990. Od 6. srpna 2001 pak společnost nese současný zkrácený název DEZA, a.s. Podnik byl privatizován a jeho vlastníky se staly investiční fondy IKS Komerční banky a Spořitelní investiční společnost. O tom, že tyto fondy hledají nového vlastníka Dezy se spekulovalo již v roce 1997, nakonec byla jako potenciální investor vybrána firma Agrofert Andreje Babiše. Ta však do určeného data 21. srpna 1998 nezaplatila požadovanou kupní cenu, přesto Babiš potvrdil, že má o Dezu zájem, ale požaduje snížení ceny. Analytikové Patria Finance a Živnobanky již na konci roku 1998 shodně konstatovali, že Agrofert nemá dostatečný vlastní kapitál k uskutečnění tohoto obchodu a musel by transakci financovat z úvěru. Nakonec se Agrofert holding stal v květnu 1999 majoritním vlastníkem společnosti s podílem 59,6 %, za který zaplatil 528 milionů korun. Obratem však Agrofert prodal část akcií finančnímu investorovi tak, aby se podíl Agrofertu v Deze snížil na 49,95 % a nemuseli být vyplaceni minoritní akcionáři. Podle obchodního rejstříku byla v roce 2005 hlavním akcionářem Dezy (s podílem hlasovacích práv 99,10 %) společnost Precheza, kde držel majoritu Agrofert Holding. Agrofert Holding (od 1. října 2013 nesoucí název Agrofert) se stal 3. září 2007 jediným akcionářem Dezy. Od 31. října 2017 je Deza majitelem polské společnosti Petrochemia-Blachownia, která má podobný výrobní program jako mateřská společnost.

## Kontroverze

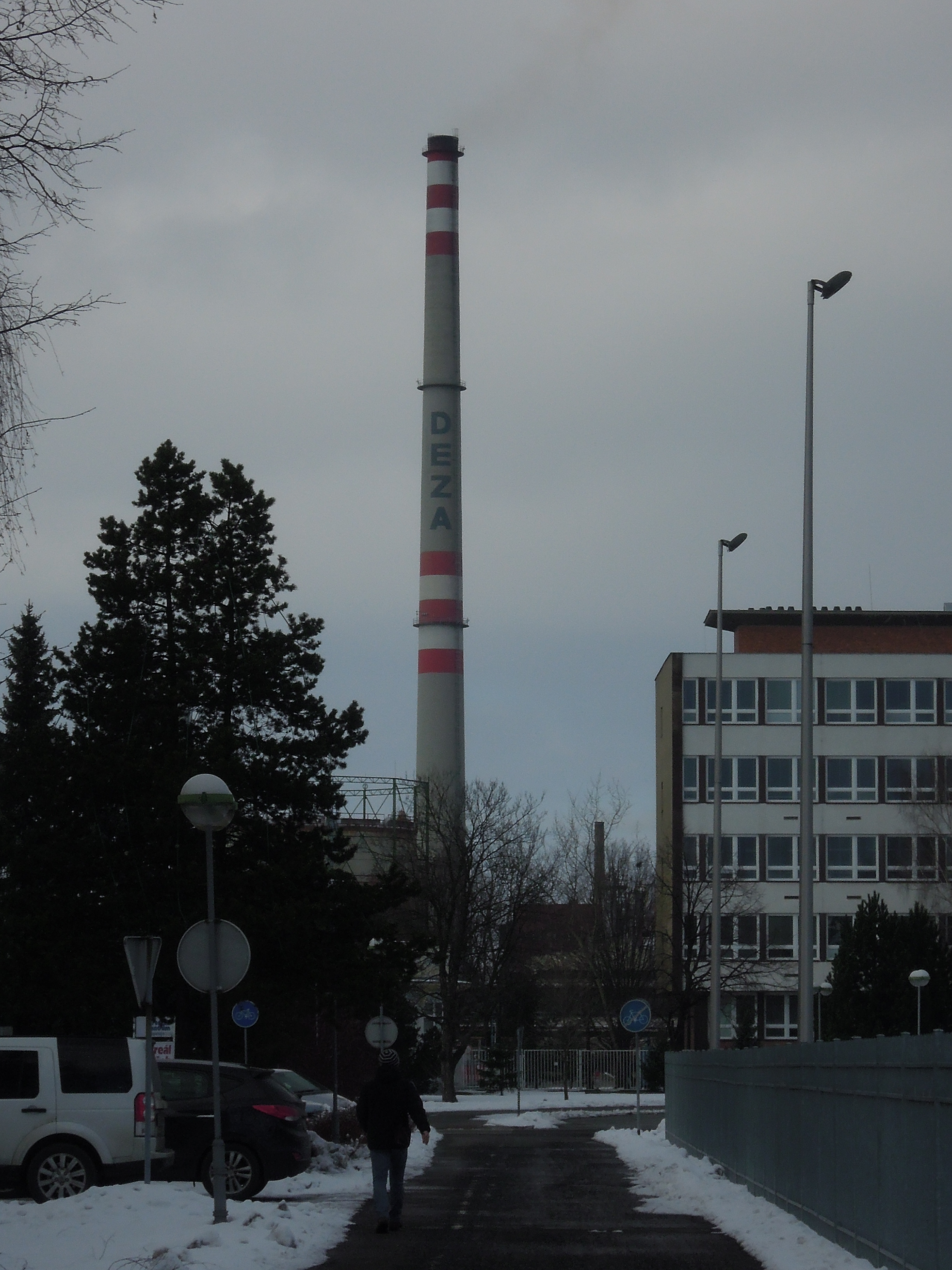
160 metrů vysoký komín teplárenského komplexu DEZA

### Únik naftalenu
V listopadu 2008 přinesla média informace o tom, že na konci října došlo v areálu chemičky DEZA k úniku přibližně dvaceti tun naftalenu. Na samotný únik naftalenu se však přišlo až po 11 dnech, kdy na silný zápach v ovzduší upozorňovali obyvatelé Valašského Meziříčí, do té doby chemička o problémech neinformovala. Podle představitelů společnosti DEZA došlo k úniku naftalenu do kanálu, který pracovníci následně nahřívali párou a tím došlo k šíření silného zápachu.

### Vypouštění kyanidů
Při zpracování dehtu vstupní surovina obsahuje 3 až 5 % vody a v této vodě je stopově obsažené nebezpečné kyanidy. Následně je voda čištěna, ale i vyčištěná odpadní voda obsahuje stopové množství kyanidu. Podle sdružení Arnika vypouští DEZA do řeky Bečvy stovky kilogramů kyanidů ročně. V letech 2006 a 2007 vypouštěla chemička ročně až 600 kg kyanidu, roku 2016 to bylo 200 kg a zatím nejmenší množství roku 2018 činilo celkem 60 kg.
K hospodaření firmy DEZA s nebezpečnými odpady vzniklo několik diplomových prací. Z nich mimo jiné vyplývá, že DEZA ročně produkuje v surových odpadních vodách řádově tuny kyanidů. K snížení obsahu kyanidů v odpadních vodách byla roku 2007 zřízena ozonizační jednotka, která však neplnila očekávanou funkci a produkovala další kyanidy z odpadních thiokyanátů. Proto byl později instalován „obtok“ systému ozonizace a není zřejmé, zda se ozonizace nadále používá ani jak je tento chybějící stupeň detoxikace odpadů kompenzován. DEZA měla roku 2020 spustit novou biologickou čističku odpadních vod, ale získala dočasné povolení k přepojení odtoku z terciárního dočištění obtokem laguny přímo před odtokový objekt za lagunou prostřednictvím nově vybudované kanalizace do odtokového koryta a následně do vodního toku řeky Bečva. Povolení platilo pouze po dobu zkušebního provozu do 20. června 2020. V jedné ze studií je uvedeno, že při výskytu většího množství odpadních vod nebo díky většímu srážkovému úhrnu, ozonizace nedokáže všechny vody zpracovat a jsou obtokem vypouštěny přímo do chemické kanalizace.
O havárii v odpadovém hospodářství firmy DEZA vypovídá řada nepřímých důkazů, mimo jiné mimořádný odběr vzorků odpadních vod v neděli 20. září 2020 v osm hodin ráno, tedy v době, kdy teoreticky o kyanidové otravě ještě nikdo nevěděl. Vzorky však nebyly předány akreditované laboratoři a zpracovala je laboratoř firmy DEZA; ta má však akreditaci pouze pro analýzu plynných vzorků ovzduší. Původce kyanidové otravy o probíhajícím úniku do řeky Bečvy věděl[zdroj?]  a snažil se ji zmírnit vypouštěním chloru nebo chlornanů v alkalickém prostředí (dle výpovědi rybářů v místě prvního úseku úhynu ryb). Česká inspekce životního prostředí, spadající pod ministra životního prostředí Richarda Brabce, dostala výsledek analýzy Státního veterinárního ústavu v Olomouci s potvrzením příznaků otravy kyanidem již 21. září 2020, ale podle některých zdrojů se snažila informaci zadržet a svalit vinu na firmy z areálu Tesly Rožnov.

### Znečištění ovzduší
DEZA patří dlouhodobě k největším znečišťovatelům ovzduší v Česku. Podle informací spolku Arnika zabývajícího se životním prostředím byla v roce 2010 DEZA vůbec největším znečišťovatelem ovzduší v Česku. Z areálu chemičky jsou do ovzduší uvolňovány především karcinogenní emise benzenu. V roce 2010 vypustila DEZA do ovzduší podle informací spolku Arnika 9,2 tun emisí benzenu, o rok dříve to bylo 6,057 tun. Znečištěním ovzduší a půdy nejvíce trpí vesnice Lešná a Mštěnovice, kde díky povětrnostním vlivům dopadá nejvíce chemických zplodin. V roce 2012 společnost uvedla do provozu novou jednotku zabraňující úniku emisí naftalenu do ovzduší a podle informací mluvčího společnosti došlo k omezení emisí naftalenu téměř na nulu. DEZA podle vyjádření tiskového mluvčího investovala v letech 1993 až 2012 do ekologie přibližně 2,6 miliardy korun.